# Guerre anglo-cherokee
Guerre de Sept Ans
La guerre anglo-cherokee est un conflit qui opposa de 1758 à 1761 les forces britanniques présentes en Amérique du Nord aux tribus cherokees pendant la guerre de Sept Ans. Les Britanniques et les Cherokees ont été alliés au début de la guerre mais chaque partie a suspecté l'autre de trahison. Les tensions entre les colons anglo-américains et les Cherokees se sont accrues au cours des années 1750, aboutissant à des hostilités ouvertes en 1758.